# Problema de las balas de cañón

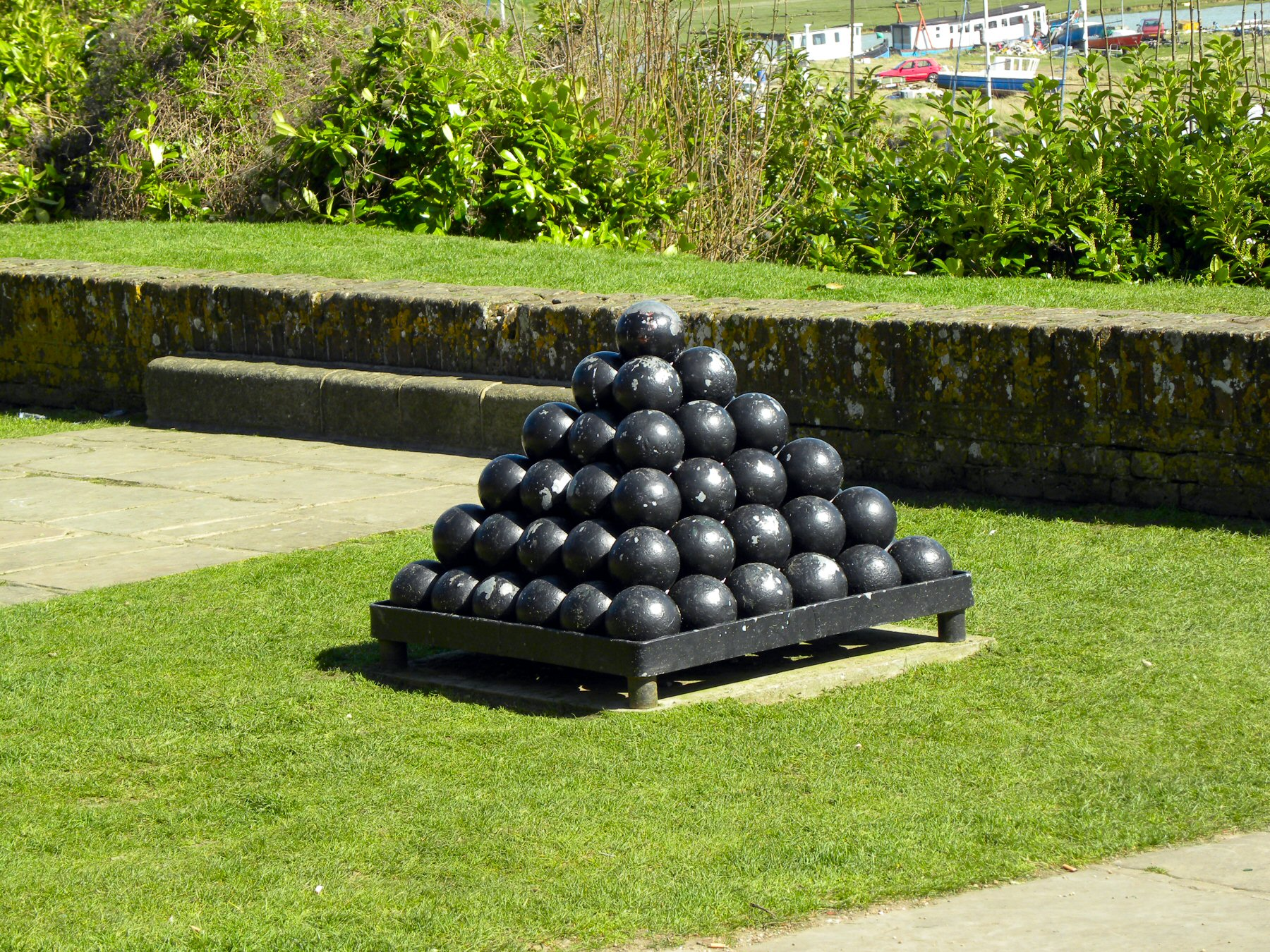
Pirámide de base cuadrada de balas de cañón

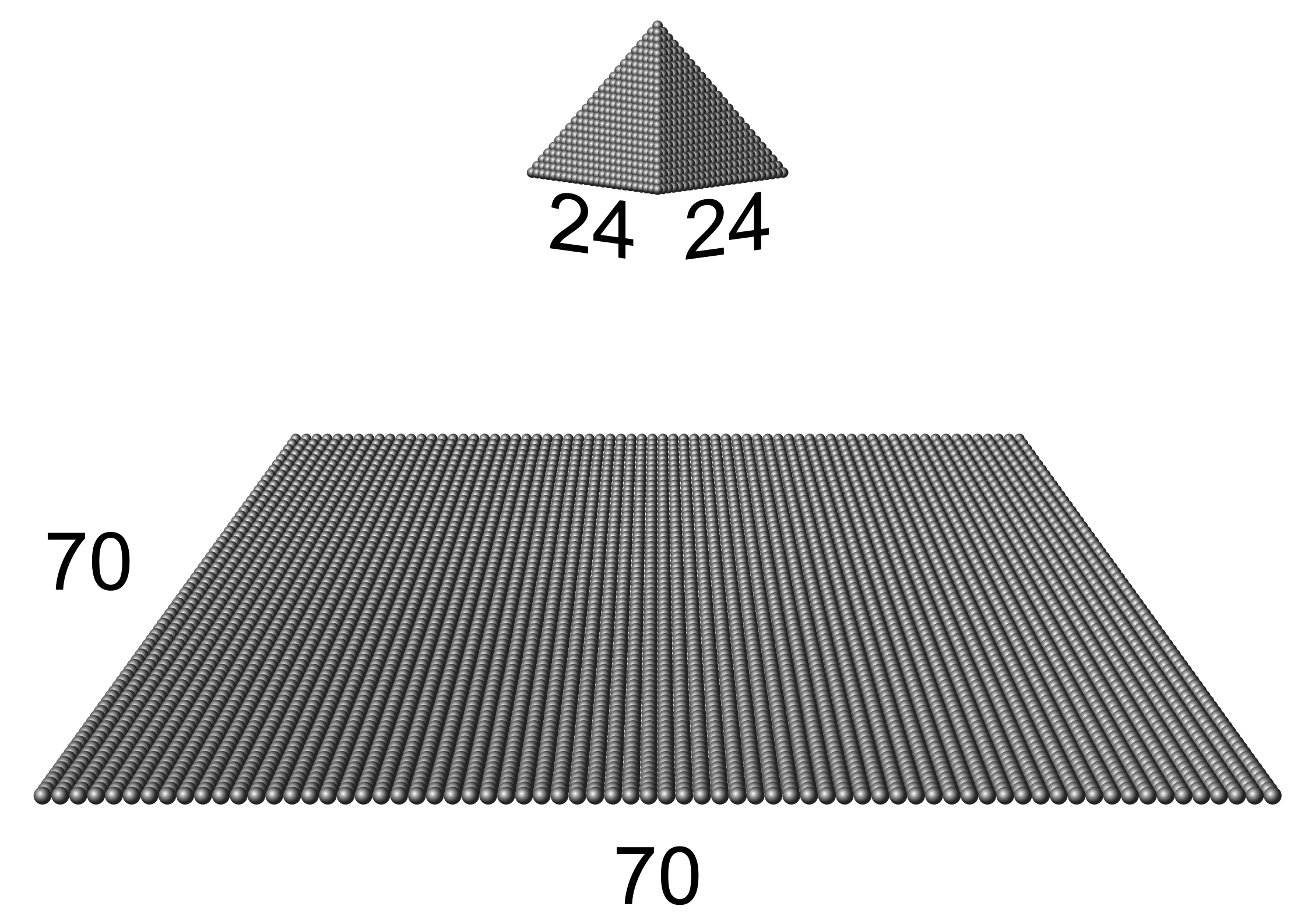
La única solución existente al problema de las balas de cañón: el número de balas de la pirámide de base cuadrada de 24 unidades de lado, coincide con el número de unidades de un cuadrado de 70x70.

En la matemáticas de números figurados, el problema de las balas de cañón plantea la cuestión de qué números son simultáneamente cuadrados y cuadrados piramidales. De forma equivalentemente, se desea averiguar qué números cuadrados pueden ser representados como la suma de cuadrados consecutivos, partiendo de 1.

## Desarrollo del problema
Cuando las balas de cañón se apilan dentro de una base cuadrada, el número de bolas es un número piramidal cuadrado; Thomas Harriot dio una fórmula para calcular estos números hacia 1587, respondiendo a una pregunta que le hizo Sir Walter Raleigh sobre su expedición a América.
Édouard Lucas formuló el problema de las balas de cañón como una ecuación diofántica
{\displaystyle \sum _{n=1}^{N}n^{2}=M^{2}}
o
{\displaystyle {\frac {1}{6}}N(N+1)(2N+1)={\frac {2N^{3}+3N^{2}+N}{6}}=M^{2}}
y conjeturó que las únicas soluciones son N = 1, M = 1 y N = 24, M = 70. No fue hasta 1918 que G. N. Watson encontró una prueba para este hecho, utilizando funciones elípticas. El resultado tiene relevancia para la teoría de cuerdas bosónica en 26 dimensiones. Más recientemente, se han publicado pruebas elementales.
Aunque es posible formar un cuadrado geométrico adosando distintos cuadrados (véase cuadratura del cuadrado), no es posible hacerlo como una solución al problema de las balas de cañón. Así, los cuadrados con longitudes laterales de 1 a 24 suman un área igual a la del cuadrado con longitud de lado 70, pero no se pueden acomodar los 24 cuadrados dentro del cuadrado de lado 70 con una disposición que llene todos los huecos.